# Capricorno (mitologia)

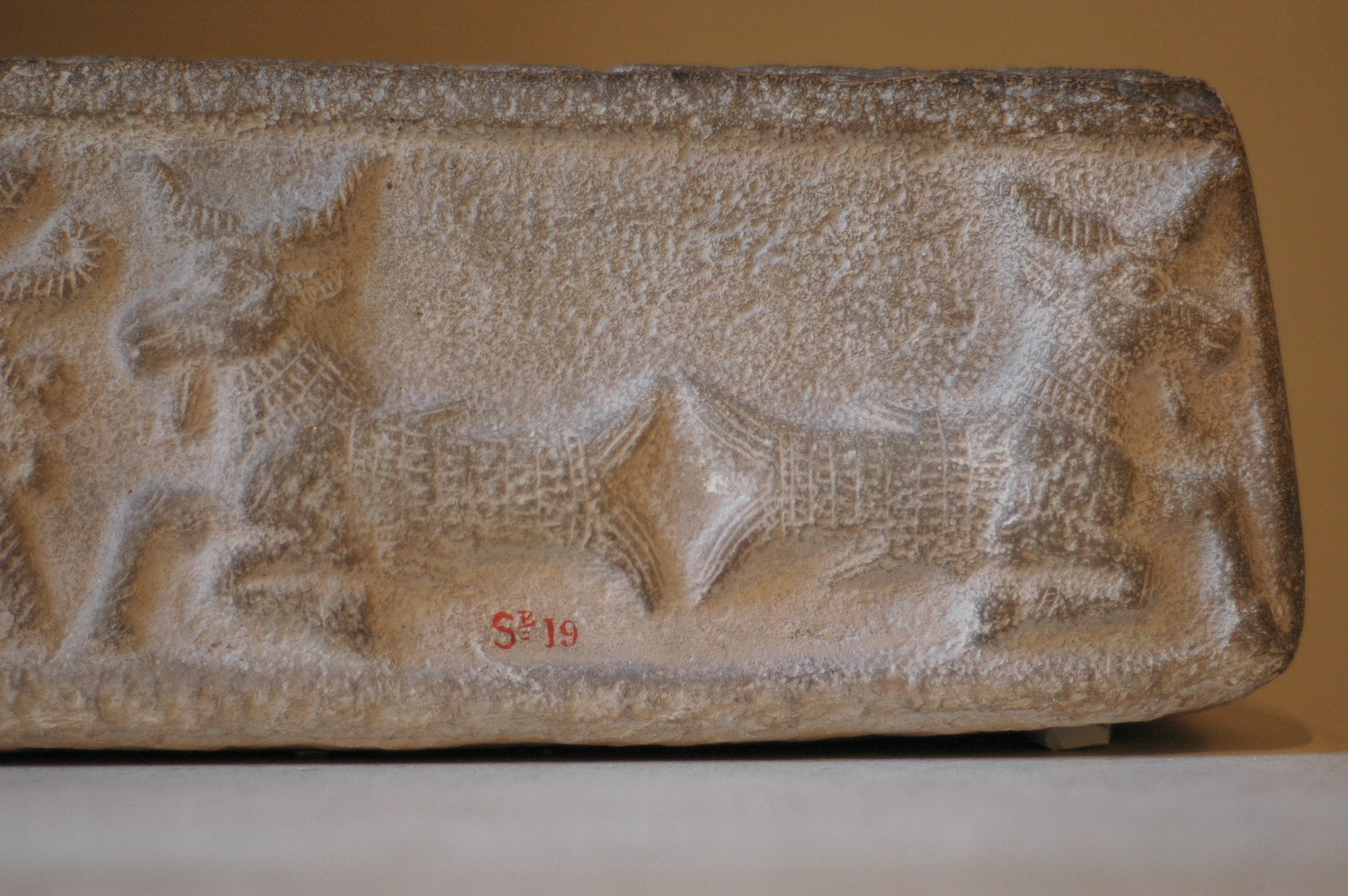
Bassorilievo su un contenitore cerimoniale per il culto del dio Ea, rinvenuto a Susa, del periodo medio-elamita (1500-1100 a.C.)

Il capricorno è un animale fantastico, capra nella parte superiore, pesce in quella inferiore, presente in varie mitologie. 

## Mitologia

### Mesopotamia

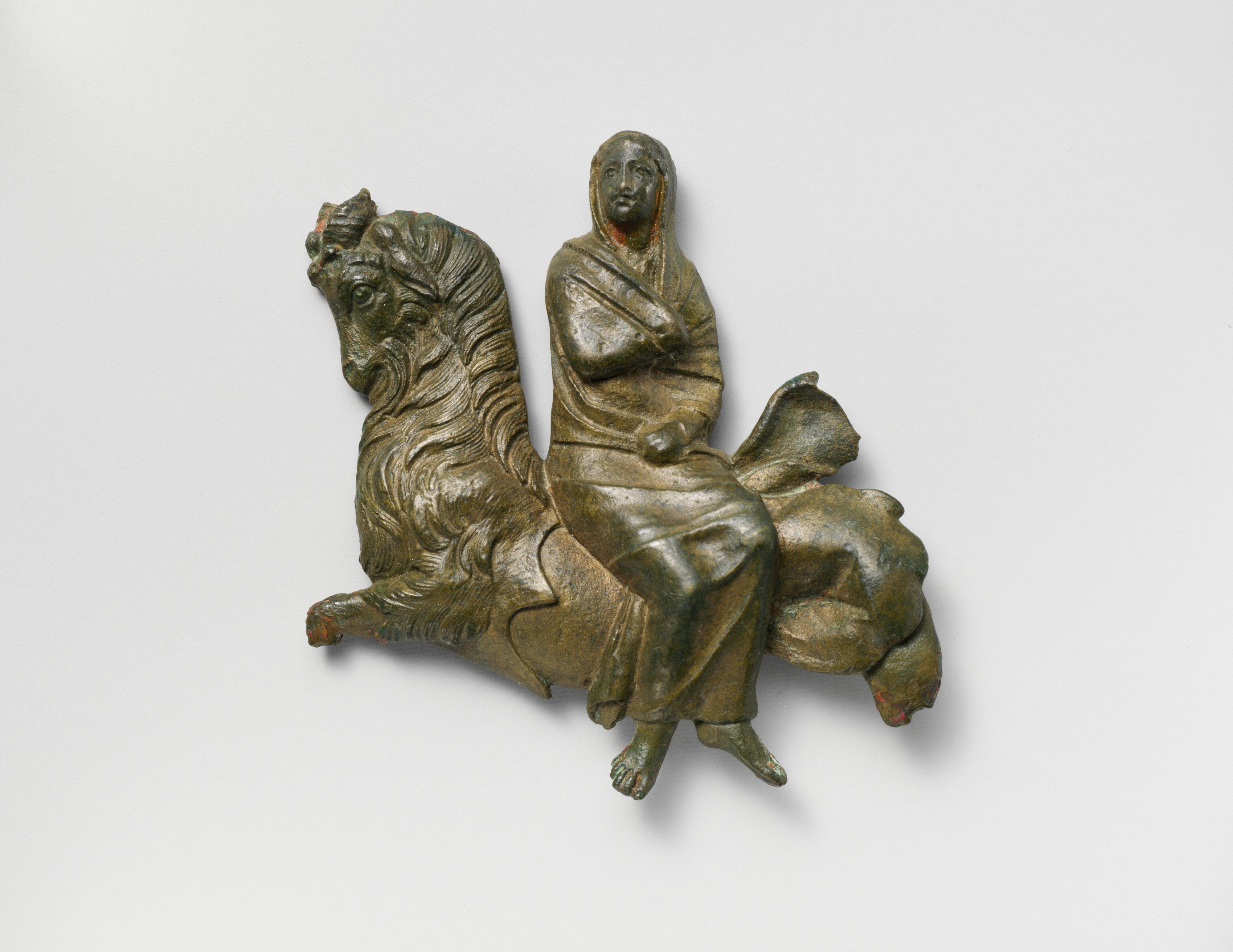
rilievo bronzeo di donna velata a dorso di un capra-pesce, Grecia, IV secolo a.C.

Le prime rappresentazioni di tale creatura ibrida appaiono in connessione al culto del dio sumero Enki e al suo dominio sulle acque dolci abissali (precedentemente personificate da Apsû), più tardi nel periodo accadico, conosciuto come Ea. In questo secondo periodo tale creatura era detta Susḫurmāšu o Sukhurmashu, letteralmente "capra-carpa" o "montone-carpa".

### Antica Grecia
Nella cultura religiosa degli antichi greci ad esso sono legati vari miti: c'è quello di Zeus che, per onorare la capra Amaltea, sua nutrice, la trasformò nella costellazione del Capricorno; c'è quello di Pan, che si trastullava sulle rive del Nilo con alcuni compagni, quando comparve il dio Tifone intenzionato a divorarli. Per salvarsi, Pan si tramutò in capra, ma non sembrandogli l'idea abbastanza sicura, si gettò nell'acqua per trasformarsi in pesce; il fondale era però basso e la parte non coperta dall'acqua rimase capra. Per punire la sua vigliaccheria, Zeus lo condannò a restare in eterno sotto le spoglie assunte nel momento del pericolo.

### Antica Roma

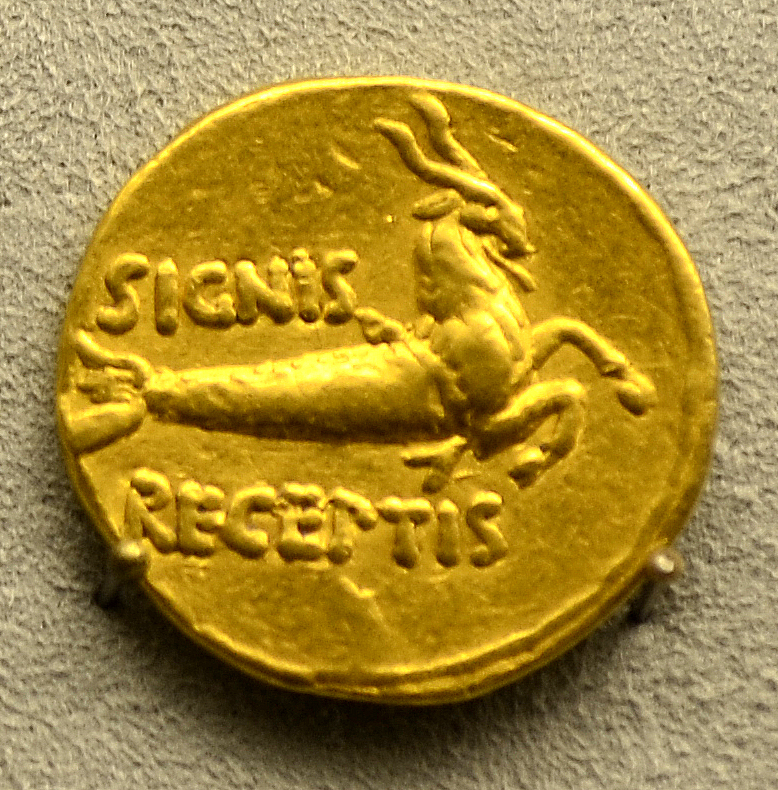
Capricorno rappresentato su un aureo augusteo, 17-18 a.C.

Il Capricorno era il simbolo di numerose legioni romane. Simbolo unico sul vessillo della Legio II Augusta, scritta Legio II Avgvsta secondo l'ortografia latina (Seconda Legione Augusta) e uno dei simboli delle:
- Legio I Adiutrix, scritta Legio I Adivtrix secondo l'ortografia latina (Prima Legione Cooperante)
- Legio II Adiutrix Pia Fidelis, scritta Legio II Adivtrix Pia Fidelis secondo l'ortografia latina (Seconda Legione Cooperante Leale e Fedele)[5]
- Legio II Italica (Seconda Legione Italica)[5]
- Legio III Augusta, scritta Legio III Avgvsta secondo l'ortografia latina (Terza Legione Augusta)
- Legio IIII Macedonica, scritta anche Legio IV Macedonica (Quarta Legione Macedone)[5]
- Legio IIII Scythica, scritta anche Legio IV Scythica (Quarta Legione Scitica)
- Legio XIIII Gemina, scritta anche Legio XIV Gemina (Quattordicesima Legione Gemella)
- Legio XX Valeria Victrix (Ventesima Legione Valeria Vincitrice)[5]
- Legio XXI Rapax (Ventunesima Legione Rapace)
- Legio XXII Primigenia (Ventiduesima Legione Originale o Primigenia)[5]
- Legio XXX Ulpia Victrix, scritta Legio XXX Vlpia Victrix secondo l'ortografia latina (Trentesima Legione Ulpia Vincitrice).

### Tradizione ebraica
Nella trazione ebraica, orale e Haggadah, questa creatura è menzionata in almeno due storie. Secondo la prima e più estesa, tra i pesci fantastici c'erano le capre di mare e i delfini; una volta, giunto il momento, tutte le creature del mare devono offrirsi al mostruoso leviatano. Una volta un marinaio incontrò una capra di mare mentre si trovava in mare aperto. Sulle sue corna erano scolpite le parole "Sono un piccolo animale di mare, eppure ho attraversato trecento parasang per offrirmi come cibo al leviatano".